# 上迪斯巴赫附近布萊肯

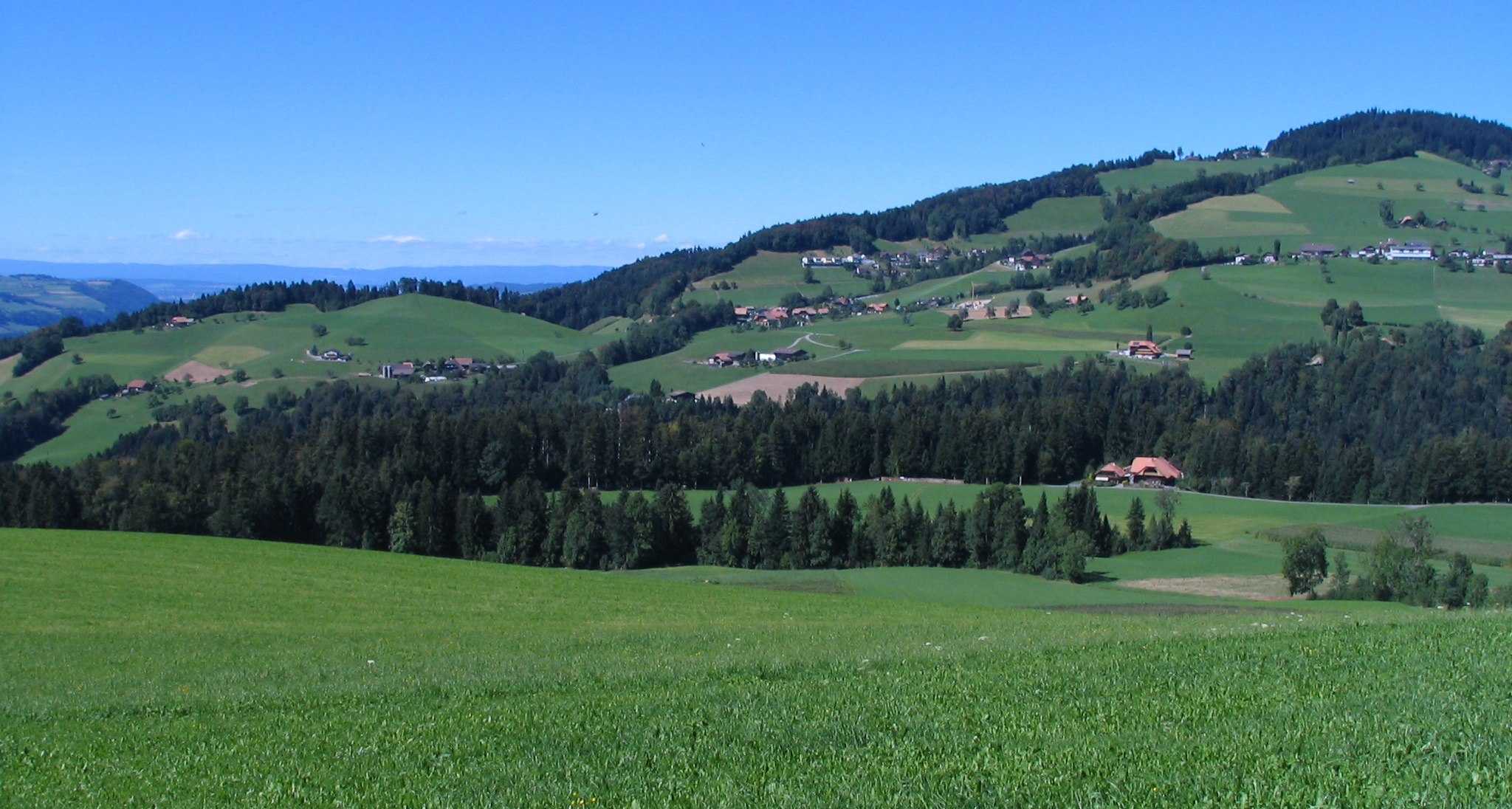

上迪斯巴赫附近布萊肯是瑞士的城鎮，位於該國中部，由伯恩州負責管轄，面積3.42平方公里，海拔高度874米，2011年人口391，七成半人口信奉基督教，人口密度每平方公里114人。